# Ivan Tavčar

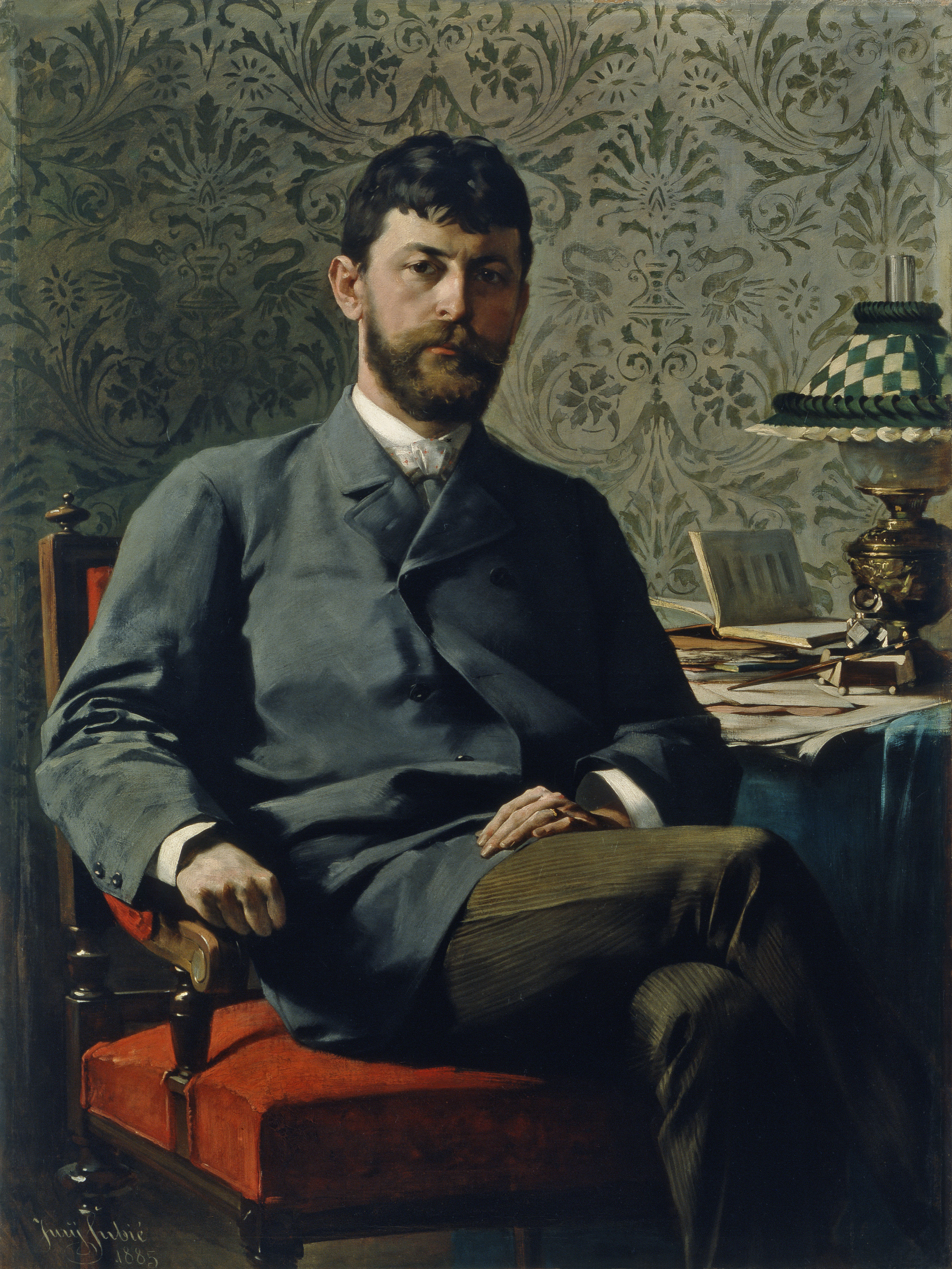
Ivan Tavčar op een portret door Jurij Šubic

Ivan Tavčar (Poljane, 28 augustus 1851 - Ljubljana, 19 februari 1923) was een Sloveens schrijver en politicus.
In 1858 ging Tavčar school in Poljane, nabij Škofja Loka, die hij vervolgde in Ljubljana. Vanaf 1863 ging hij naar het gymnasium in Ljubljana, met een tussenpoos aan de middelbare school in Novo mesto. In 1871 sloot hij het gymnasium af en vertrok naar Wenen, waar hij rechten studeerde. Na zijn doctoraat nam Tavčar in 1875 een betrekking in een advocatenkantoor in Ljubljana aan. Twee jaar erna begon hij voor de advocaat Mencinger in Kranj. 

## Politiek
Vanaf 1880 zou hij in Ljubljana wonen en werken en er actief worden in de politiek. In 1881, na het overlijden van de schrijver-politicus Josip Jurčič, volgde hij hem op als redacteur van de liberale krant Slovenski narod. Hij richtte in Ljubljana in 1884 een eigen praktijk op. Hij was volksvertegenwoordiger in de landdag van Krain en het parlement in Wenen. Tussen 1911 en 1921 was hij daarnaast ook burgemeester van Ljubljana. In deze tijd was Tavčar (met Ivan Hribar) al tot de belangrijkste ideoloog van de Nationaal-Vooruitstrevende Partij geworden. 
Beide terreinen gebruikte hij om de verduitsing van de kroonlanden tegen te gaan. Aan het begin van de 20e eeuw was Tavčar een van de felste Sloveense politici tegen het klerikalisme en socialisme geworden. In zijn Vita vitae meae komt deze overtuiging voor het eerst tot uiting; het verhaal gaat over de gevolgen van religieus fanatisme binnen een gezin. In zijn utopistische roman 4000 schildert Tavčar de ontwaking van een liberaal in het jaar 4000 waarbij hij moet ontdekken dat Slovenië de tweeënvijftigste provincie van een rijk onder leiding van Paus Gregorius CCXXII is geworden. Tavčar wilde met dit boek het gevaar van de klerikale politiek voor het Sloveense zelfbeschikkingsrecht, dat vanaf het eind van de 19e eeuw het centrale thema in de Sloveense politiek zou zijn, in geuren en kleuren verduidelijken.   
Ivan Tavčar zette zich met zijn vrouw Franja actief in voor vrouwenrechten. Zijn vrouw werd in 1901 voorzitster van de "Algemene Sloveense Vrouwenvereniging". Tavčar assisteerde met spreekbeurten over uiteenlopende actuele en wetenschappelijke onderwerpen. De Tavčars zetten zich in voor de afschaffing van beperkende maatregelen zoals de celibaatsverplichting voor onderwijzeressen en het verbod op lidmaatschap van politieke partijen voor vrouwen.

## Bekendste werken
- Ivan Slavelj (1876)
- Vitae vitae meae (1883)
- Mrtva srca (1884)
- Janez Sonce (1885-1886
- Med gorami - korte vertellingen (1876-1888)
- Grajski pisar (1889)
- 4000 (1891)
- V Zali (1894)
- Izza kongresa (1905-1908)
- Cvetje v jeseni (1917)
- Visoška kronika (1919)

- Bibliothèque nationale de France: cb12641467x (data)
- CiNii: DA17167350
- Gemeinsame Normdatei: 136559069
- International Standard Name Identifier: 0000 0001 1798 2598
- Library of Congress Control Number: n84065265
- Nationale Bibliotheek van Tsjechië: jn20010420034
- Nationale en Universitaire bibliotheek Zagreb: 000010704
- Nederlandse Thesaurus van Auteursnamen: 072153164
- Istituto Centrale per il Catalogo Unico: SBLV108001
- Système universitaire de documentation: 074512900
- Virtual International Authority File: 100298803
- WorldCat: E39PBJppCmG4KTQ938p3cJ8wG3